# سيرهي سيمونينكو
سيرهي سيمونينكو (بالأوكرانية: Симоненко Сергій Юрійович)‏ هو لاعب كرة قدم أوكراني في مركز الدفاع، ولد في 12 يونيو 1981 في كوبيانسك في أوكرانيا. شارك مع منتخب أوكرانيا لكرة القدم. أما مع النوادي، فقد لعب مع أرسنال كييف وألانيا وتشورنومورتس أوديسا وتوربيدو موسكو ونادي بونيودكور.

## وصلات خارجية
- سيرهي سيمونينكو على موقع اتحاد أوكرانيا (الإنجليزية)
- سيرهي سيمونينكو على موقع قاعدة بيانات كرة القدم.إي يو (الإنجليزية)
- سيرهي سيمونينكو على موقع ناشيونال فوتبول تيمز (الإنجليزية)
- سيرهي سيمونينكو على موقع Soccerway.com (الإنجليزية)